# Palazzo Macchi di Cellere

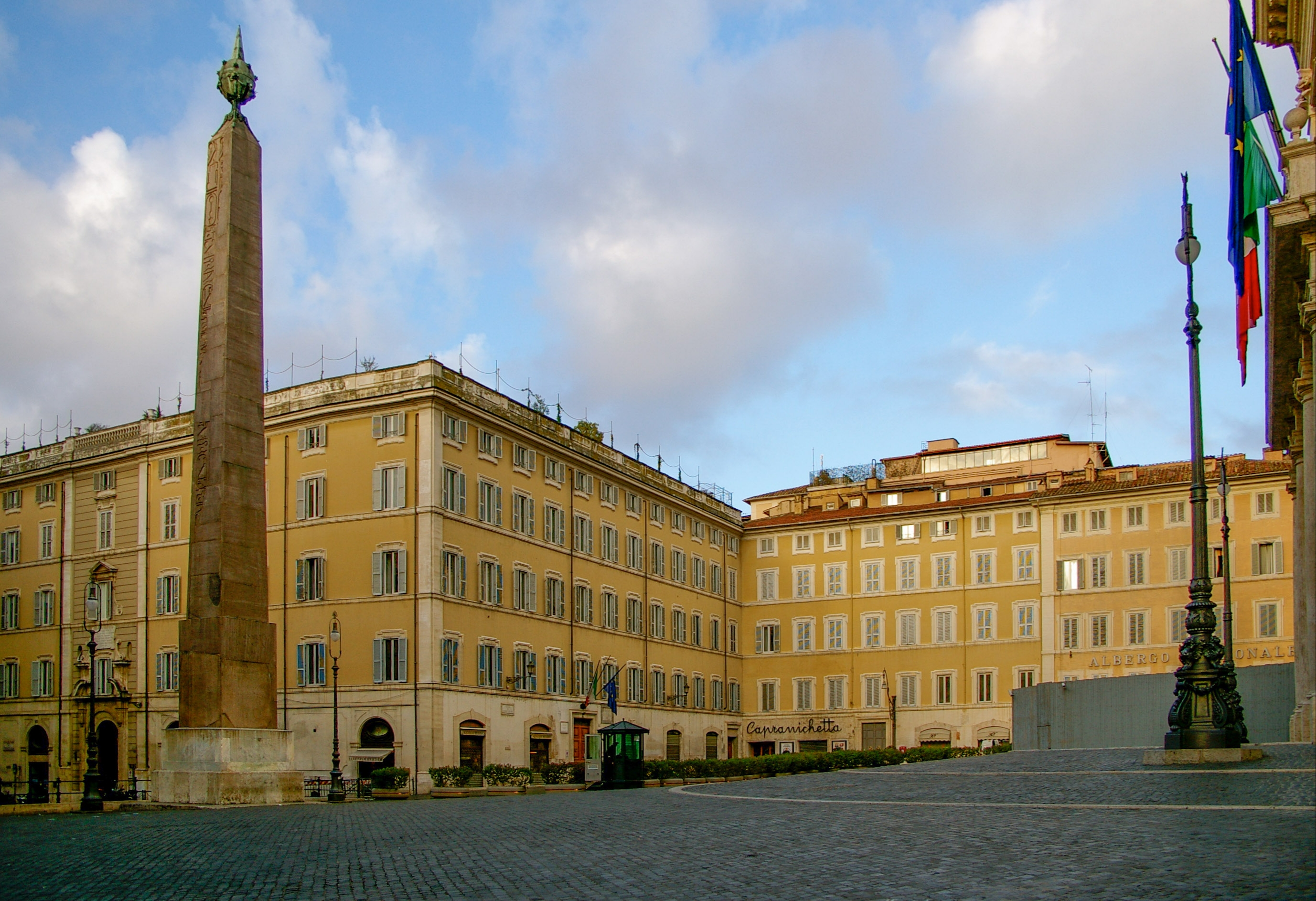
Uma ampla vista da Piazza di Montecitorio com o Obelisco Montecitório em primeiro plano. No fundo, da esquerda até o meio, o Palazzo Macchi di Cellere. À direita são edifícios mais modernos. O portal original e a fachada rusticada são bem visíveis no canto esquerdo.

Palazzo Capranica Macchi di Cellere ou apenas Palazzo Macchi di Cellere é um palácio localizado na Piazza di Montecitorio, no rione Colonna de Roma.

## História

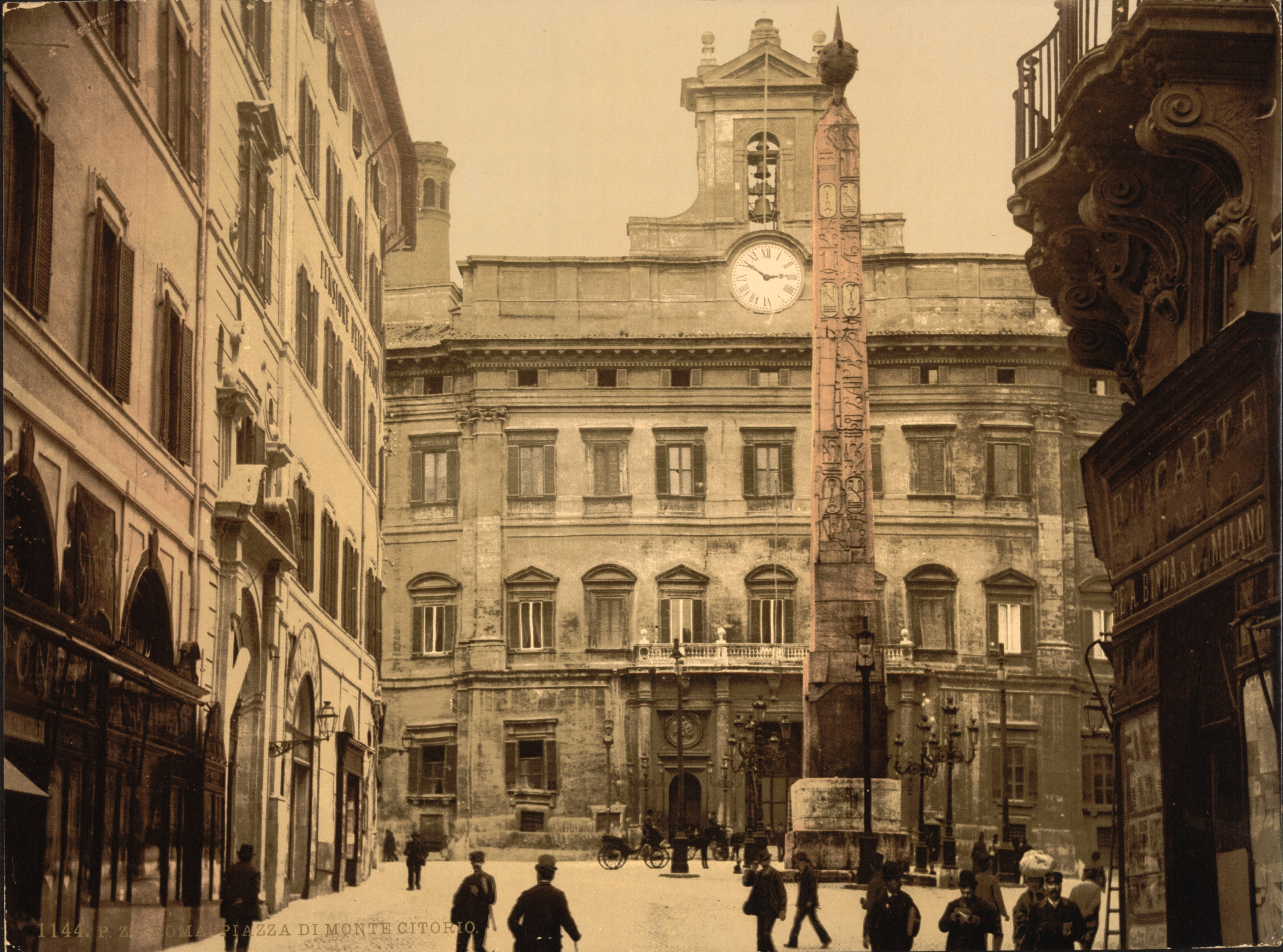
Nesta foto, da década de 1890, a fachada do palácio está do lado esquerdo. No fundo, o Obelisco Montecitório e o Palazzo di Montecitorio. À direita, o Palazzo Del Cinque.
Esta foto foi tirada de um ponto no fim da rua no canto inferior esquerdo da foto mais acima.

Este palácio foi construído em 1733 com base num projeto de Tommaso Matti num quarteirão ocupado pelo Palazzo Capranica, onde antes estavam algumas residências que foram demolidas. A sua construção ocorreu na mesma época da reorganização da Piazza di Montecitorio realizada pelo papa Clemente XII comandada por Sebastiano Cipriani e foi destinado a abrigar escritórios ligados à Cúria Inocenciana, muito próxima dali. Uma inscrição afixada sobre o portal relembra os fatos:"CLEMENS XII P.M. LATIOREM VIAM ROMANIQUE FORI PROSPECTUM DISIECTIS DOMIBUS IGNOBILEM VICUM INSIDENTIBUS LIBERALI SUMPTU APERUIT ANNO DOMINI MDCCXXXIII PONT III".
No começo do século XIX, o palácio foi adquirido pelos Macchi di Cellere, uma rica família de Viterbo da qual saíram muitos monsenhores e cardeais da igreja. Em 1853, o primeiro telégrafo da Itália foi instalado no Palazzo Macchi di Cellere e ligava Roma a Terracina Entre 1870 e 1934 funcionou ali o Caffe Guardabassi.
Restaurado em 1990 com especial atenção às características originais, atualmente o edifício abriga escritórios ligados à Câmara dos Deputados da Itália.

## Descrição
O edifício se apresenta em quatro pisos com onze janelas de moldura simples cada um. A fachada, dividida em três, apresenta um corpo avançado central revestido com silhares simples e com um amplo portal decorado com volutas e encimado pela já mencionada inscrição.